# Olympische Jugend-Sommerspiele 2010/Teilnehmer (Nauru)
| Gelbes Symbol für Goldmedaillen mit stilisierten Olympischen Ringen | Graues Symbol für Silbermedaillen mit stilisierten Olympischen Ringen | Braundes Symbol für Bronzemedaillen mit stilisierten Olympischen Ringen |
| ------------------------------------------------------------------- | --------------------------------------------------------------------- | ----------------------------------------------------------------------- |
| —                                                                   | 1                                                                     | —                                                                       |

Die Jugend-Olympiamannschaft aus Nauru für die I. Olympischen Jugend-Sommerspiele vom 14. bis 26. August 2010 in Singapur bestand aus vier Athleten.

## Medaillengewinner
Mit einer gewonnenen Silbermedaille belegte das Team Naurus Platz 75 im Medaillenspiegel.

### Silber
- D-J Maaki, Boxen: Fliegengewicht

## Athleten nach Sportarten

### Boxen
Jungen
- D-J Maaki
Fliegengewicht: Silber

### Gewichtheben
Jungen
- Elson Brechtefeld
Klasse bis 56 kg: 9. Platz

### Leichtathletik
Mädchen
- Lovelite Detenamo
100 m: DNS (Finale)
- Thrixeena Akua
200 m: 17. Platz